# Robert Dhéry
Robert Dhéry (27 de abril de 1921 - 3 de diciembre de 2004) fue un actor y director teatral y cinematográfico de nacionalidad francesa.

## Biografía
Nacido en La Plaine-Saint-Denis, su verdadero nombre era Robert Léon Henri Fourrey. Hombre de teatro, junto a su esposa, la actriz Colette Brosset, fue el creador del grupo de artistas Les Branquignols. Tras la Segunda Guerra Mundial, el matrimonio asombró al público con su alegre troupe, formada por actores, músicos y cantantes, y de la cual formaban parte, entre otros, Louis de Funès, Jean Lefebvre, Jean Carmet, Jacqueline Maillan, Michel Serrault, Micheline Dax, Pierre Olaf, Jacques Legras, y Robert Rollis.
Robert Dhéry falleció en 2004 en París, Francia, a causa de una enfermedad cardiaca. Fue enterrado en el Cementerio de Héry, donde también reposa Colette Brosset. Dhéry fue el padre de la psicoanalista francesa Catherine Mathelin-Vanier.

## Teatro
- 1942: Sylvie et le fantôme, de Alfred Adam, escenografía de André Barsacq, Teatro de l'Atelier
- 1944: À quoi rêvent les jeunes filles, de Alfred de Musset, escenografía de André Barsacq, Teatro de l'Atelier
- 1946: La Monnaie du Pape, de Michelle Lahaye, escenografía de Robert Dhéry, Teatro des Mathurins y Teatro Daunou
- 1948: Voyage à Washington, de Garson Kanin, escenografía de Henri Bernstein, Teatro des Ambassadeurs
- 1948: Les Branquignols, de Francis Blanche y Gérard Calvi, Teatro La Bruyère
- 1951: Du-Gu-Du, espectáculo de los Branquignols, Teatro La Bruyère, texto de André Frédérique, música de Gérard Calvi
- 1952: Bouboute et Sélection, de Robert Dhéry, escenografía del autor, con Colette Brosset, Roger Saget y Albert Rémy, Teatro Vernet
- 1953: Ah! Les Belles Bacchantes, espectáculo de los Branquignols, escenografía de Robert Dhéry, Teatro Daunou
- 1955: ¿Quiere usted jugar con mí?, de Marcel Achard, escenografía de André Villiers, Teatro en Rond
- 1957: Pommes à l'anglaise, de Robert Dhéry, Colette Brosset, música de Gérard Calvi, Teatro de Paris
- La Plume de ma tante
- Dugudu
- 1962: La Grosse Valse, de Robert Dhéry, escenografía del autor, con Louis de Funès, Colette Brosset y Liliane Montevecchi, Théâtre des Variétés
- 1964: Machin-Chouette, de Marcel Achard, escenografía de Jean Meyer, Teatro Antoine
- 1966: La extraña pareja, de Neil Simon, escenografía de Pierre Mondy, Teatro de la Renaissance
- 1969: Trois Hommes sur un cheval, de Marcel Moussy, a partir de John Cecil Holm y George Abbott, escenografía de Pierre Mondy, Teatro Antoine
- 1971: Vos gueules, les mouettes !, Théâtre des Variétés
- 1972: Les Branquignols, Teatro La Bruyère
- 1974: Les Branquignols, Teatro Montansier
- 1974: Le Petit Fils du Cheik de Robert Dhéry y Colette Brosset, Théâtre des Bouffes-Parisiens
- 1975: Les Branquignols, Teatro La Bruyère
- 1976: Monsieur chasse !, de Georges Feydeau, Teatro de l'Atelier
- 1980: La musique adoucit les mœurs, de Tom Stoppard, escenografía de Robert Dhéry, Théâtre de la Ville
- 1982: Noises Off, de Michael Frayn, escenografía de Robert Dhéry, Théâtre des Bouffes-Parisiens
- 1986: Hot House, de Harold Pinter, escenografía de Robert Dhéry, Teatro de l'Atelier

Director
- 1949: Le Bouillant Achille, de Paul Nivoix, Théâtre des Variétés

## Radio
- En France Inter emitió los Branquignols, un programa dominical con Francis Blanche, que en 1948 pasó a ser Le Parti d'en rire y, en 1949, Faites chauffer la colle.
- El 5 de noviembre de 1982 emitió Le Tribunal des flagrants délires en France Inter.

## Filmografía completa
- 1941: Remorques, de Jean Grémillon
- 1941: Une étoile au soleil, de André Zwobada
- 1942: Fou d'amour, de Paul Mesnier
- 1943: Monsieur des Lourdines, de Pierre de Hérain
- 1943: Feu Nicolas, de Jacques Houssin
- 1943: Service de nuit, de Jean Faurez
- 1945: Les Enfants du paradis, de Marcel Carné
- 1944: Le Merle blanc, de Jacques Houssin
- 1945: La Fiancée des ténèbres, de Serge de Poligny
- 1945: Madame et son flirt, de Jean de Marguenat
- 1945: On demande un ménage, de Maurice Cam
- 1946: Le Château de la dernière chance, de Jean-Paul Paulin
- 1946: En êtes-vous bien sûr ?, de Jacques Houssin
- 1947: Les Aventures des Pieds-Nickelés, de Marcel Aboulker (también guion)
- 1947: Une nuit à Tabarin, de Karel Lamač
- 1948: Métier de fous, de André Hunebelle
- 1949: Je n'aime que toi, de Pierre Montazel
- 1949: La Patronne, de Robert Dhéry (también guion)
- 1949: Branquignol, de Robert Dhéry (también guion)
- 1950: Bertrand cœur de lion, de Robert Dhéry (también guion)
- 1951: La Demoiselle et son revenant, de Marc Allégret
- 1951: Si ça vous chante, de Jacques Loew
- 1952: L'amour n'est pas un péché, de Claude Cariven
- 1954: Ah ! les belles bacchantes, de Jean Loubignac (también guion)
- 1961: La Belle Américaine, de Robert Dhéry (también guion)
- 1961: Un cheval pour deux, de Jean-Marc Thibault
- 1964: Allez France !, de Robert Dhéry (también guion)
- 1965: La Communale, de Jean L'Hôte
- 1967: Le Petit Baigneur, de Robert Dhéry (también guion)
- 1967: Trois hommes sur un cheval, de Marcel Moussy
- 1971: On est toujours trop bons avec les femmes, de Michel Boisrond
- 1971: A time for loving, de Christopher Miles
- 1974: Vos gueules, les mouettes !, de Robert Dhéry (también guion)
- 1981: Malevil, de Christian de Chalonge
- 1988: La Passion Béatrice, de Bertrand Tavernier